# アラー・アッ＝サーシー
アラー・アッ＝サーシー（アラビア語: علاء الصاصي、1987年7月2日 - ）は、イエメンのサッカー選手。イエメン代表。ポジションはMF。

## クラブ歴
アル・アハリ・サナアの下部組織出身で2005年にトップチームに昇格した。その後、2009年にアル・ヒラル・アル・サヒリに移籍したものの、2012年にアル・アハリ・サナアに復帰した。

## 代表歴
2006年にU-23代表として出場し、2007年1月17日のガルフカップ2007のクウェート代表戦で代表初出場、20日のUAE代表戦で初得点をあげた。

## 個人成績
代表での得点一覧
| # | 日附           | 場所                                                               | 対戦相手         | 得点 | 結果 | 大会                                   |
| - | -------------- | ------------------------------------------------------------------ | ---------------- | ---- | ---- | -------------------------------------- |
| 1 | 2007年1月20日  | アブダビ・アル・ジャジーラ・ムハンマド・ビン・ザーイド・スタジアム | アラブ首長国連邦 | 1–2  | 1–2  | ガルフカップ2007                       |
| 2 | 2010年1月15日  | サナア・アリ・モフセン・アル・ムライシ・スタジアム                 | ケニア           | 2–1  | 3–1  | 親善試合                               |
| 3 | 2010年1月15日  | サナア・アリ・モフセン・アル・ムライシ・スタジアム                 | ケニア           | 3–1  | 3–1  | 親善試合                               |
| 4 | 2010年10月13日 | プネー・シュリー・シヴ・チャトラパティ・スポーツコンプレックス     | インド           | 4–2  | 6–3  | 親善試合                               |
| 5 | 2010年10月13日 | プネー・シュリー・シヴ・チャトラパティ・スポーツコンプレックス     | インド           | 5–2  | 6–3  | 親善試合                               |
| 6 | 2010年10月28日 | アデン                                                             | セネガル         | 4–1  | 4–1  | 親善試合                               |
| 7 | 2012年6月23日  | ジッダ・プリンス・アブドゥッラー・アル・ファイサル・スタジアム     | リビア           | 3–1  | 3–1  | アラブカップ2012                       |
| 8 | 2015年3月12日  | ドーハ・グランド・ハマド・スタジアム                               | パキスタン       | 3–1  | 3–1  | 2018 FIFAワールドカップ・アジア1次予選 |

## タイトル

### クラブ
アル・アハリ・サナア
- イエメンリーグ: 2006-07
- イエメン・プレジデントカップ: 2009